# 格尔赞
格尔赞（法語：Gœulzin，法語發音：[ɡœlzɛ̃]）是法国上法蘭西大區北部省的一个市镇，位于该省中部偏南，属于杜埃区。

## 地理
格尔赞（50°19'3"N, 3°5'41"E）面积4.79 平方千米，位于法国上法蘭西大區北部省，该省份为法国最北部的省份及最长的省份，西北濒北海，西接加来海峡省，南至埃纳省和索姆省，东与比利时接壤。
与格尔赞接壤的市镇（或旧市镇、城区）包括：德希、康坦、埃斯特雷、费兰、古伊苏贝洛讷。
格尔赞的时区为UTC+01:00、UTC+02:00（夏令时）。

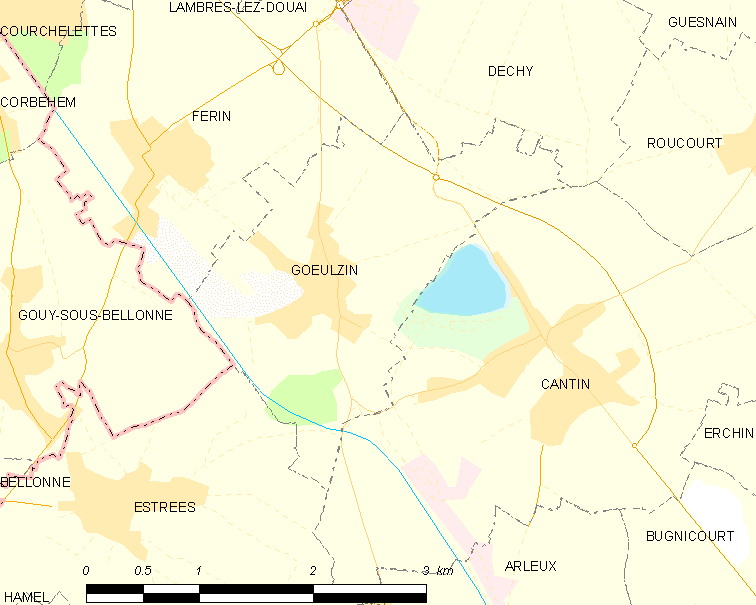
格尔赞的OSM定位图

## 行政
格尔赞的邮政编码为59169，INSEE市镇编码为59263。

## 政治
格尔赞所属的省级选区为阿尼什县。

## 人口

1962-2008年间格尔赞人口变化图示

格尔赞于2022年1月1日时的人口数量为1044人。